# Militaire geografie
Militaire geografie is een subcategorie van de geografie dat door militairen, maar ook door academici en politici wordt gebruikt om door een militaire bril de fysieke aarde en de zaken die daarop plaatsvinden te begrijpen. Om dit te bereiken, bekijken militair geografen onderwerpen van geopolitiek op strategisch niveau tot de directe invloeden van lokale omstandigheden op militaire operaties zoals bodemgesteldheid, vegetatie en infrastructuur, maar ook de ruimtelijke aspecten van  culturele, sociale en economische factoren. 
Op strategisch niveau probeert de militaire geografie de veranderende fysisch geografische en menselijke omgeving te begrijpen die het veiligheids- en militaire domein kunnen veranderen. Klimaatverandering, bijvoorbeeld kan een katalysator zijn die de geopolitieke verhoudingen verder compliceert. Dit alles heeft weer invloed op militaire strategie, planning en training.
Op tactisch niveau kan een militair geograaf terreinaspecten zoals bodem, vegetatie en waterlopen beschrijven. Daarmee zijn eenheden in staat optimaal gebruik te maken van het terrein en inschattingen te doen over de mogelijkheden en/of beperkingen die terrein biedt.

## Geospatial analyse
Geospatial analyse, of gewoon ruimtelijke analyse, is een benadering om statistische analyse en andere analytische technieken toe te passen op gegevens die een geografisch of ruimtelijk aspect hebben. Bij een dergelijke analyse wordt speciale software (geografische informatiesystemen) gebruikt die digitale gegevens kan verwerken, en analytische methoden kan toepassen op datasets met een ruimtelijke component (zoals een coördinaat of een geografische naam).